# Niphargus longicaudatus
Niphargus longicaudatus is een vlokreeftensoort uit de familie van de Niphargidae. De wetenschappelijke naam van de soort is voor het eerst geldig gepubliceerd in 1851 door A. Costa.